# Jamaree Bouyea

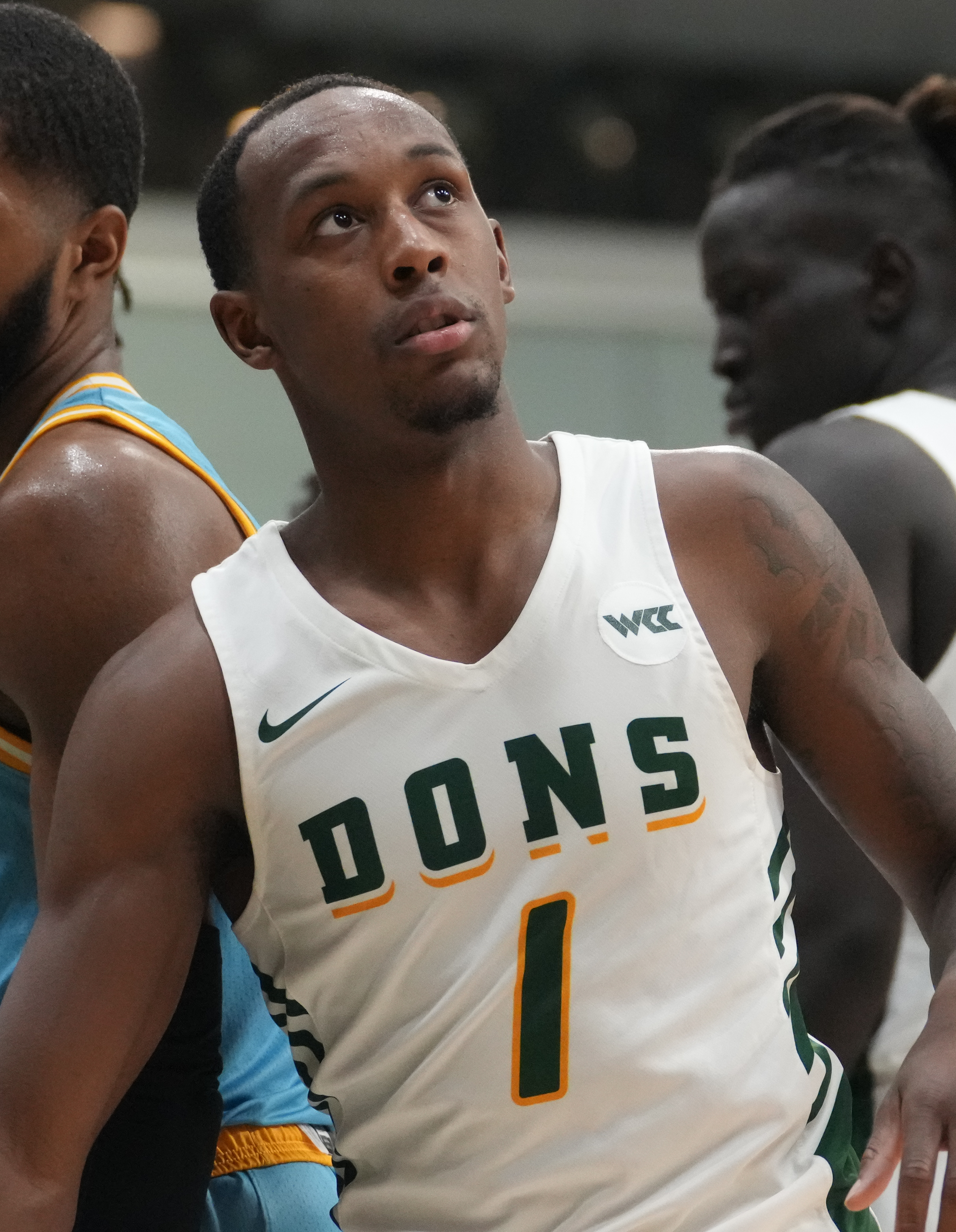
Jamaree Bouyea, 2021.

Jamaree Ray-Shaun Bouyea, född 27 juni 1999 i Seaside i Kalifornien, är en amerikansk professionell basketspelare (PG/SG) som spelar för Milwaukee Bucks i National Basketball Association (NBA). Han har tidigare spelat för Miami Heat, Washington Wizards, Portland Trail Blazers och San Antonio Spurs.
Bouyea blev aldrig NBA-draftad.
Innan han blev proffs studerade Bouyea vid University of San Francisco och spelade för universitetets idrottsförening San Francisco Dons.